# Calathea inocephala
Calathea inocephala är en strimbladsväxtart som först beskrevs av Carl Ernst Otto Kuntze, och fick sitt nu gällande namn av Théophile Alexis Durand och Benjamin Daydon Jackson. Calathea inocephala ingår i släktet Calathea och familjen strimbladsväxter. Inga underarter finns listade.